# Loboda
Loboda (gusja noga, lat. Chenopodium), biljni rod s prekop 100 vrsta jednogodišnjeg raslinja iz porodice štirovki (Amaranthaceae). naziv gusja noga prijevod je latinskog imena koje dolazi od grčkih riječi chen (guska) o podion (nožica), i to zbog oblika listova nalik stopalu guske.
Rod je raširen po Euroaziji i Sjevernoj Americi. U Hrvatskoj je najčešća bijela loboda.
Takozvana mirisava loboda (Dysphania ambrosioides) koja je u Europu unešena u 17. stoljeću iz Amerike, nije loboda, nego pripada rodu Dysphania. Vrsta loboda kamenjarka uključena je u rod Chenopodiastrum, a trokutnolisna loboda u rod Blitum.

## Vrste
1. Chenopodium acerifolium Andrz.
2. Chenopodium aciculare (Paul G.Wilson) S.Fuentes & Borsch
3. Chenopodium acuminatum Willd.
4. Chenopodium adpressifolium Pandeya & A.Pandeya
5. Chenopodium albescens Small
6. Chenopodium album L.
7. Chenopodium allanii Aellen
8. Chenopodium arizonicum Standl.
9. Chenopodium atripliciforme Murr
10. Chenopodium atrovirens Rydb.
11. Chenopodium auricomiforme Murr & Thell.
12. Chenopodium auricomum Lindl.
13. Chenopodium ayare Toro Torr.
14. Chenopodium baccatum Labill.
15. Chenopodium bengalense (Lam.) Spielm. ex Steud.
16. Chenopodium berlandieri Moq.
17. Chenopodium betaceum Andrz.
18. Chenopodium × binzianum Aellen & Thell.
19. Chenopodium × bohemicum F.Dvorák
20. Chenopodium × borbasii Murr
21. Chenopodium bryoniifolium Bunge
22. Chenopodium candolleanum (Moq.) S.Fuentes & Borsch
23. Chenopodium carnosulum Moq.
24. Chenopodium chaldoranicum Rahimin. & Ghaemm.
25. Chenopodium cordobense Aellen
26. Chenopodium cornutum (Torr.) Benth. & Hook.f. ex S.Watson
27. Chenopodium × covillei Aellen
28. Chenopodium crusoeanum Skottsb.
29. Chenopodium cuneifolium Vahl
30. Chenopodium curvispicatum Paul G.Wilson
31. Chenopodium cyanifolium Pandeya, Singhal & A.K.Bhatn.
32. Chenopodium cycloides A.Nelson
33. Chenopodium × dadakovae F.Dvorák
34. Chenopodium desertorum (J.M.Black) J.M.Black
35. Chenopodium desiccatum A.Nelson
36. Chenopodium detestans Kirk
37. Chenopodium diversifolium (Aellen) F.Dvorák
38. Chenopodium drummondii (Moq.) S.Fuentes & Borsch
39. Chenopodium eremaeum (Paul G.Wilson) S.Fuentes & Borsch
40. Chenopodium eustriatum F.Dvorák
41. Chenopodium × fallax (Aellen) F.Dvorák
42. Chenopodium ficifoliiforme F.Dvorák
43. Chenopodium ficifolium Sm.
44. Chenopodium flabellifolium Standl.
45. Chenopodium foggii Wahl
46. Chenopodium fremontii S.Watson
47. Chenopodium frigidum Phil.
48. Chenopodium frutescens C.A.Mey.
49. Chenopodium × fursajevii Aellen & Iljin
50. Chenopodium gaudichaudianum (Moq.) Paul G.Wilson
51. Chenopodium gracilispicum H.W.Kung
52. Chenopodium griseochlorinum F.Dvorák
53. Chenopodium × gruellii Aellen
54. Chenopodium hastatifolium Pandeya & A.Pandeya
55. Chenopodium × haywardiae Murr
56. Chenopodium hederiforme (Murr) Aellen
57. Chenopodium helenense Aellen
58. Chenopodium hians Standl.
59. Chenopodium hircinum Schrad.
60. Chenopodium hubbardii Aellen
61. Chenopodium × humiliforme (Murr) F.Dvorák
62. Chenopodium iljinii Golosk.
63. Chenopodium incanum (S.Watson) A.Heller
64. Chenopodium × jedlickae F.Dvorák
65. Chenopodium × jehlikii F.Dvorák
66. Chenopodium karoi (Murr) Aellen
67. Chenopodium lenticulare Aellen
68. Chenopodium × leptophylliforme Aellen
69. Chenopodium leptophyllum (Moq.) Nutt. ex S.Watson
70. Chenopodium × linciense Murr
71. Chenopodium littoreum Benet-Pierce & M.G.Simpson
72. Chenopodium lobodontum H.Scholz
73. Chenopodium loureirei Steud.
74. Chenopodium × mendelii F.Dvorák
75. Chenopodium moquinianum Aellen
76. Chenopodium mucronatum Thunb.
77. Chenopodium neomexicanum Standl.
78. Chenopodium nesodendron Skottsb.
79. Chenopodium nevadense Standl.
80. Chenopodium nidorosum Ochiauri
81. Chenopodium nitens Benet-Pierce & M.G.Simpson
82. Chenopodium nitrariaceum (F.Muell.) F.Muell. ex Benth.
83. Chenopodium novopokrovskyanum (Aellen) Uotila
84. Chenopodium nutans (R.Br.) S.Fuentes & Borsch
85. Chenopodium oahuense (Meyen) Aellen
86. Chenopodium obscurum Aellen
87. Chenopodium opulifolium Schrad. ex W.D.J.Koch & Ziz
88. Chenopodium pallescens Standl.
89. Chenopodium pallidicaule Aellen
90. Chenopodium pallidum Moq.
91. Chenopodium palmeri Standl.
92. Chenopodium pamiricum Iljin
93. Chenopodium papulosum Moq.
94. Chenopodium parabolicum (R.Br.) S.Fuentes & Borsch
95. Chenopodium parodii Aellen
96. Chenopodium parryi Standl.
97. Chenopodium perttii Sukhor.
98. Chenopodium petiolare Kunth
99. Chenopodium philippianum Aellen
100. Chenopodium phillipsianum Aellen
101. Chenopodium pilcomayense Aellen
102. Chenopodium × podperae F.Dvorák
103. Chenopodium polygonoides (Murr) Aellen
104. Chenopodium × praeacutum Murr
105. Chenopodium pratericola Rydb.
106. Chenopodium preissii (Moq.) Diels
107. Chenopodium × preissmannii Murr
108. Chenopodium × pseudoleptophyllum Aellen
109. Chenopodium pseudomultiflorum (Murr) Uotila
110. Chenopodium × pseudostriatum (Zschacke) Druce
111. Chenopodium pueblense H.S.Reed
112. Chenopodium quinoa Willd.
113. Chenopodium retusum (Moq.) Juss. ex Moq.
114. Chenopodium ruiz-lealii Aellen
115. Chenopodium sagittatum Pandeya & A.Pandeya
116. Chenopodium sanctae-clarae Johow
117. Chenopodium sancti-ambrosii Skottsb.
118. Chenopodium santoshei Pandeya, Singhal & A.K.Bhatn.
119. Chenopodium scabricaule Speg.
120. Chenopodium × smardae F.Dvorák
121. Chenopodium sonorense Benet-Pierce & M.G.Simpson
122. Chenopodium sosnowskyi Kapeller
123. Chenopodium spegazzinii F.Dvorák
124. Chenopodium spinescens (R.Br.) S.Fuentes & Borsch
125. Chenopodium standleyanum Aellen
126. Chenopodium stenophyllum (Makino) Koidz.
127. Chenopodium striatiforme Murr
128. Chenopodium subficifolium (Murr) Druce
129. Chenopodium subglabrum (S.Watson) A.Nelson
130. Chenopodium suecicum Murr
131. Chenopodium × thellungii Murr
132. Chenopodium × tkalcsicsii H.Melzer
133. Chenopodium tonkinense Courchet
134. Chenopodium triandrum G.Forst.
135. Chenopodium × tridentinum Murr
136. Chenopodium × trigonocarpum Aellen
137. Chenopodium trigonon Schult.
138. Chenopodium ulbrichii Aellen
139. Chenopodium ulicinum Gand.
140. Chenopodium × unarii F.Dvorák
141. Chenopodium × variabile Aellen
142. Chenopodium vulvaria L.
143. Chenopodium watsonii A.Nelson
144. Chenopodium wilsonii S.Fuentes, Borsch & Uotila
145. Chenopodium × zahnii Murr
146. Chenopodium zerovii Iljin
147. Chenopodium zoellneri Aellen